# Kỳ Xuân
Kỳ Xuân là một xã thuộc huyện Kỳ Anh, tỉnh Hà Tĩnh, Việt Nam.
Hiện nay có 8 thôn gồm: Nguyễn Huệ, Xuân Tiến, Trần Phú, Quang trung, Lê Lợi, Xuân thắng, Cao Thắng.

## Địa giới hành chính
Xã Kỳ Xuân nằm ở cực bắc của huyện Kỳ Anh.
- Phía bắc và phía đông giáp vịnh Bắc Bộ.
- Phía nam giáp các xã Kỳ Phú, Kỳ Giang và Kỳ Tiến, huyện Kỳ Anh.
- Phía tây giáp xã Kỳ Bắc, huyện Kỳ Anh và xã Cẩm Lĩnh, huyện Cẩm Xuyên.
- Có các bãi biển hoang sơ và rất đẹp, có tiềm năng phát triển du lịch.